# Maciste, der Sohn des Herkules
Maciste, der Sohn des Herkules (Originaltitel: Maciste nella terra dei ciclopi) ist ein italienischer mythologischer Abenteuerfilm, den Antonio Leonviola 1961 inszenierte. Am 22. September dieses Jahres hatte er deutsche Erstaufführung.

## Inhalt
Die Königin von Sadok, Capys, wird von Circe verflucht: Erst wenn die Nachkommen des Odysseus alle dem Zyklopen vorgeworfen wurden, kann sie wieder lieben. Ihre Schergen können den vorletzten dieser Nachfahren, König Agisander, töten; dessen Sohn und ein Getreuer können in die Berge fliehen. Dort treffen sie auf den starken Maciste, der nach Sadok aufbricht, wo er sich Lug, Trug und Verschwörung ausgesetzt sieht, bis sich Capys in ihn verliebt. Sie nutzt ein Treffen, um ihn mit einem Schlaftrunk außer Gefecht zu setzen und ihm das Versteck des Kinds zu entlocken.
Ifitos, ein Untergebener Capys', wird in letzter Sekunde von Maciste daran gehindert, das Kind dem Zyklopen zu opfern. Während des Kampfes der beiden und dem Zyklopen wird Capys getötet, Maciste bringt durch Muskelkraft die Höhle des Zyklopen zum Einsturz.

## Kritik
Der film-dienst schrieb seinerzeit: „Die bunt bebilderte Moritat mit dem gutmütigen Schützer der Witwen und Waisen im Mittelpunkt solch erheiternder Kraftakte wäre ein recht abenteuerlicher Filmspaß für Kinder.“
„Der Film folgt mit seinen limitierten technischen Mitteln nicht ohne Charme den bekannten Mustern solcher mythologischen Streifen; gute Farben.“ stellte Segnalazioni Cinematografiche fest.

## Bemerkungen
Der erste italienische Film von Gordon Mitchell, der sich auf eine Zeitungsannonce hin beworben hatte.
Der internationale Titel war Atlas against the cyclops.
In einigen Untersuchungen zum Thema "Rassismus im Film" erhält der Film insbesondere durch die Szene Beachtung, in der Maciste in der Mitte eines Tauziehduells zwischen schwarzen und weißen Sklaven über einer Löwengrube das Gleichgewicht halten muss.